# Граняно Требиенсе
Граня̀но Требиѐнсе (на италиански: Gragnano Trebbiense, на местен диалект Gragnàn, Гранян) е малко градче и община в северна Италия, провинция Пиаченца, регион Емилия-Романя. Разположено е на 82 m надморска височина. Населението на общината е 4397 души (към 2010 г.).